# Línea 82 (EMT Madrid)
La línea 82 de la EMT de Madrid une Moncloa con la estación de Pitis, situada en el área residencial de Arroyo del Fresno.

## Características
Esta línea conecta el intercambiador multimodal de Moncloa con la Ciudad Universitaria, la Colonia Puerta de Hierro, buena parte del barrio de Peñagrande y la estación de Pitis, en el PAU de Arroyo del Fresno. Además, conecta Peñagrande con su hospital de referencia, hasta hace poco la Clínica Puerta de Hierro, y actualmente la Clínica de la Concepción. Por este motivo, la línea sufrió una modificación de su recorrido en octubre de 2008 añadiendo nuevas paradas en la calle Isaac Peral y la Avenida de los Reyes Católicos frente a la clínica mencionada.
El 17 de septiembre de 2018, la línea se extendió desde el Barrio de Peñagrande hasta la estación de Pitis, para conectarla con dicha estación y las líneas 49 y 64 de EMT.
El 19 de enero de 2021, la línea modifica su itinerario en la zona de Arroyo del Fresno. De esta forma, deja de circular por la Av. Arroyo del Monte en su totalidad para desviarse antes, por las calles Irene Caba Alba y María de Maeztu.

### Frecuencias
| Lunes a viernes laborables |               |
| De 6:00 a 8:00             | 5-15 minutos  |
| De 8:00 a 21:00            | 5-9 minutos   |
| De 21:00 a 23:00           | 8-15 minutos  |
| Sábados laborables         |               |
| De 6:00 a 8:00             | 19-33 minutos |
| De 8:00 a 23:00            | 15-22 minutos |
| Domingos y festivos        |               |
| De 7:00 a 9:00             | 25-33 minutos |
| De 9:00 a 22:00            | 19-25 minutos |
| De 22:00 a 23:00           | 22-30 minutos |

## Recorrido y paradas

### Sentido Pitis
La línea inicia su recorrido en la calle Meléndez Valdés, al final de la misma junto a la calle de la Princesa, por la que gira a la derecha nada más salir. Pasa por delante del Cuartel General del Ejército del Aire y la Junta Municipal de Distrito de Moncloa-Aravaca y toma la calle Isaac Peral girando a la izquierda.
Sube esta calle hasta la Plaza de Cristo Rey, donde se dirige hacia la Avenida de los Reyes Católicos, por la que se incorpora momentáneamente a la A-6 hasta desviarse hacia la Glorieta del Cardenal Cisneros, por donde toma la Avenida Complutense.
La línea recorre la avenida en su totalidad parando frente a varias facultades hasta salir de la Ciudad Universitaria y tomar la Avenida de Miraflores en dirección a la Colonia Puerta de Hierro.
Dentro de la colonia circula por las calles Navalperal, Alfonso Fernández Clausells, Isla de Oza y San Martín de Porres, al final de la cual llega a la Avenida de la Ilustración (M-30), que franquea por la Glorieta de Francisco Bayeu para subir hacia el barrio de Peñagrande por las calles Cantalejo y Arroyofresno.
Dentro del barrio de Peñagrande circula por las calles Fresnedillas, Gabriela Mistral, Alfonso Rodríguez Castelao, Leopoldo Alas Clarín, Doctor Reinosa, Alejandro Casona y Rosalía de Castro. Después se incorpora a la calle de Arroyo del Monte, por la que circula brevemente hasta girar a la calle de Irene Caba Alba para posteriormente desviarse por la calle de María de Maeztu. La recorre hasta el cruce con la calle Senda del Infante, que recorrerá hasta llegar a la calle Gloria Fuertes, por la que transita brevemente para llegar a la cabecera de Pitis en la calle María Casares.
| Código | Parada                                    | Común con          | Conexiones con Metro y Cercanías | Otros |
| ------ | ----------------------------------------- | ------------------ | -------------------------------- | ----- |
| 1329   | MONCLOA (C/ Meléndez Valdés, 72)          | 132                | Moncloa                          |       |
| 3688   | Moncloa                                   | 83 132 133         | Moncloa                          |       |
| 4021   | Junta Municipal Moncloa                   | 1 44 62 132 138 C1 |                                  |       |
| 743    | Cristo Rey                                | 1 44 62 132 138 C1 | Islas Filipinas                  |       |
| 4175   | Fundación Jiménez Díaz                    | 132                |                                  |       |
| 1684   | Cardenal Cisneros                         | 132 G U            |                                  |       |
| 1686   | Escuela Agronómica                        | 132 G U VAC-246    |                                  |       |
| 1687   | Metro Ciudad Universitaria                | 132 G U VAC-246    | Ciudad Universitaria             |       |
| 1689   | Avenida Complutense-Ciencias Información  | 132 G U            |                                  |       |
| 1691   | Avenida Complutense-Jardín Botánico       | 132 G U VAC-246    |                                  |       |
| 1693   | Paraninfo-Matemáticas                     | F G U VAC-246      |                                  |       |
| 4285   | Paraninfo-Telecomunicaciones              | F G U VAC-246      |                                  |       |
| 1697   | Paraninfo-CIEMAT                          |                    |                                  |       |
| 1699   | Avenida de Miraflores-Dehesa de la Villa  |                    |                                  |       |
| 1701   | Navalperal-Madrigal                       |                    |                                  |       |
| 1703   | Fernandez Clausells-Mártires Maristas     | 137                |                                  |       |
| 1705   | Fernandez Clausells-Isla de Oza           | 137                |                                  |       |
| 3391   | Isla de Oza-San Martín de Porres          | 137                |                                  |       |
| 1709   | San Martín de Porres-Artesa de Segre      | 137                |                                  |       |
| 1711   | San Martín de Porres-Guisando             | 137                |                                  |       |
| 3756   | Glorieta Francisco Bayéu                  |                    |                                  |       |
| 1716   | Cantalejo-Chapinería                      |                    |                                  |       |
| 1718   | Cantalejo-Arroyofresno                    |                    |                                  |       |
| 1720   | Arroyofresno-Herrera Oria                 |                    |                                  |       |
| 1722   | Fresnedillas                              |                    |                                  |       |
| 1724   | Gabriela Mistral-Alas Clarín              |                    |                                  |       |
| 1726   | Rodríguez Castelao-Gabriela Mistral       |                    |                                  |       |
| 1633   | Rodríguez Castelao-Rosalía de Castro      | 67                 |                                  |       |
| 1635   | Barrio Peñagrande                         |                    |                                  |       |
| 1730   | Alejandro Casona-Doctor Reinosa           |                    |                                  |       |
| 5729   | Rosalía de Castro-Ramón Gómez de la Serna |                    |                                  |       |
| 1629   | Rosalía de Castro-Gómez de la Serna       | 67                 |                                  |       |
| 4819   | Irene Caba Alba-María de Maeztu           |                    |                                  |       |
| 4821   | María de Maeztu-María Montessori          |                    |                                  |       |
| 4823   | María de Maeztu-Teresa Claramunt          |                    | Arroyofresno                     |       |
| 4282   | Estación de Pitis                         | 64                 | Pitis                            |       |
| 4292   | PITIS (C/ María Casares)                  | 64                 | Pitis                            |       |

### Sentido Moncloa
- En Pitis, desde María Casares toma directamente la calle María de Maeztu en vez de volver por la calle Gloria Fuertes.
- Dentro de la Colonia Puerta de Hierro, circulan por la calle José Fentanés en vez de por Alfonso Fernández Clausells.

| Código | Parada                                   | Común con             | Conexiones con Metro y Cercanías | Otros |
| ------ | ---------------------------------------- | --------------------- | -------------------------------- | ----- |
| 4292   | PITIS (C/ María Casares)                 | 64                    | Pitis                            |       |
| 4824   | María de Maeztu-Teresa Claramunt         | 170                   | Arroyofresno                     |       |
| 4822   | María de Maeztu-María Montessori         | 170                   |                                  |       |
| 4820   | Irene Caba Alba-María de Maeztu          |                       |                                  |       |
| 1630   | Rosalía de Castro-Gómez de la Serna      | 67                    |                                  |       |
| 1738   | Barrio Peñagrande                        |                       |                                  |       |
| 1731   | Alejandro Casona-Doctor Reinosa          |                       |                                  |       |
| 1729   | Rodríguez Castelao-Doctor Reinosa        |                       |                                  |       |
| 1634   | Rodríguez Castelao-Rosalía de Castro     | 67                    |                                  |       |
| 1727   | Rodríguez Castelao-Gabriela Mistral      |                       |                                  |       |
| 1725   | Gabriela Mistral-Alas Clarín             |                       |                                  |       |
| 1723   | Fresnedillas                             |                       |                                  |       |
| 1721   | Arroyofresno-Herrera Oria                |                       |                                  |       |
| 1719   | Cantalejo-Arroyofresno                   |                       |                                  |       |
| 1717   | Cantalejo-Chapinería                     |                       |                                  |       |
| 1715   | Glorieta Francisco Bayéu                 |                       |                                  |       |
| 1713   | Doctor Castroviejo-Avenida Miraflores    |                       |                                  |       |
| 1712   | San Martín de Porres-Guisando            |                       |                                  |       |
| 1710   | San Martín de Porres-Artesa de Segre     |                       |                                  |       |
| 5716   | Isla de Oza-San Martín de Porres         |                       |                                  |       |
| 1706   | José Fentanes-Isla de Oza                | 137                   |                                  |       |
| 1704   | José Fentanes-Mártires Maristas          | 137                   |                                  |       |
| 5309   | Navalperal-Madrigal                      | 137                   |                                  |       |
| 1700   | Avenida de Miraflores-Dehesa de la Villa |                       |                                  |       |
| 1698   | Paraninfo-CIEMAT                         |                       |                                  |       |
| 5370   | Paraninfo-Informática                    | F G                   |                                  |       |
| 1696   | Paraninfo-Derecho                        | F G U VAC-246         |                                  |       |
| 1694   | Paraninfo-Filosofía                      | F G U                 |                                  |       |
| 1692   | Avenida Complutense-Jardín Botánico      | 132 G U VAC-246       |                                  |       |
| 1690   | Avenida Complutense-Ciencias Información | 132 G U               |                                  |       |
| 1688   | Metro Ciudad Universitaria               | 132 G U VAC-246       | Ciudad Universitaria             |       |
| 1685   | Cardenal Cisneros                        | 132 G U VAC-246       |                                  |       |
| 1331   | Avenida de la Memoria                    | 46 83 132 133 162 G U |                                  |       |
| 4514   | Cristo Rey                               | 1 44 132 C2           | Islas Filipinas                  |       |
| 4022   | Junta Municipal Moncloa                  | 1 44 62 132 138 C2    |                                  |       |
| 3047   | Moncloa                                  | 132                   | Moncloa                          |       |
| 1329   | MONCLOA (C/ Meléndez Valdés, 72)         | 132                   | Moncloa                          |       |